# Donald Campbell (Politiker)
Donald Campbell (* 25. März 1830 in Alabama; † 8. November 1871 in Austin, Texas) war ein US-amerikanischer Politiker. Zwischen 1870 und 1871 war er kommissarischer Vizegouverneur des Bundesstaates Texas.

## Werdegang
Im Jahr 1849 absolvierte Donald Campbell das Knoxville College in Tennessee. Er muss auch Jura studiert haben, weil er später als Richter amtierte. 1858 ließ er sich in der Stadt Jefferson in Texas nieder, wo er als Drogist und in der Versicherungsbranche arbeitete. Um das Jahr 1866 war er auch für die Bundessteuerbehörde tätig. Politisch war er ursprünglich Mitglied der Whig Party. Nach dem Bürgerkrieg schloss er sich der Republikanischen Partei an. Im Jahr 1868 wurde er oberster Richter im Marion County. In den Jahren 1868 und 1869 war Campbell Delegierter auf einem Verfassungskonvent seines Staates. Durch seine Nähe zur Militärverwaltung der Unionsstreitkräfte, die damals noch als Besatzungsmacht in Texas waren, wurde er von seinen Gegnern im County angefeindet und zwischenzeitlich inhaftiert, aber bald wieder freigelassen.
1870 wurde Campbell Mitglied des Senats von Texas und als President Pro Tempore dessen Vorsitzender. Nach dem Rücktritt von Vizegouverneur James W. Flanagan, der in den US-Senat wechselte, wurde er als President Pro Tempore des Staatssenats entsprechend der Staatsverfassung kommissarischer neuer Vizegouverneur. Dieses Amt bekleidete er bis zu seinem Tod am 8. November 1871. Dabei war er Stellvertreter von  Gouverneur Edmund J. Davis und formaler Vorsitzender des Senats. Campbell war auch Mitglied der Freimaurer.